# Миколай (Духновський)
Миколай Духновський (пол. Mikołaj Duchnowski; 12 грудня 1733, Сім'ятичі — 25 червня 1805) — єпископ Супрасльської єпархії Руської унійної церкви у 1803–1805 роках.

## Життєпис
Народився 12 грудня 1733 року в м. Сім'ятичі (нині Польща).
У 1773 році висвячений на єпархіального священника. 15 липня 1801 року обраний духовенством на єпископа вакантної Супрасльської єпархії, потверджений Римом 16 травня 1803 року. Єпископську хіротонію прийняв 29 квітня 1804 року. Заснував духовну семінарію при Супрасльському Благовіщенському монастирі.
Помер 25 червня 1805 року.